# 라 두에냐 (1995년 텔레노벨라)
《라 두에냐》(스페인어: La dueña)은 1995년 방영된 멕시코의 텔레노벨라이다.